# Iso Pirtajärvi
Iso Pirtajärvi eller Pirtajärvi är en sjö i Finland. Den ligger i kommunen Tohmajärvi i landskapet Norra Karelen, i den sydöstra delen av landet, 400 km nordost om huvudstaden Helsingfors. Iso Pirtajärvi ligger 111 meter över havet. I omgivningarna runt Iso Pirtajärvi växer i huvudsak blandskog. Den är 31 meter djup. Arean är 39,8 hektar och strandlinjen är 4,88 kilometer lång. Sjön  ingår i Jänisjokis huvudavrinningsområde. 